# Holcombe Ward
Pour les articles homonymes, voir Ward.
Holcombe Ward, né le 23 novembre 1878 à New York et mort le 23 janvier 1967 à Red Bank (New Jersey), est un joueur de tennis américain.
Il est membre du International Tennis Hall of Fame depuis 1956.

## Biographie
Holcombe Ward a remporté sept titres du Grand Chelem, tous lors de l'US National Championships : une fois en simple en 1904 et six fois en double. En 1904, il bat William Clothier lors du All comers final, le tenant du titre Laurie Doherty ne s'étant pas déplacé pour le Challenge Round. L'année suivante, il perd son titre aux dépens de Beals Wright.
Avec l'équipe des États-Unis composée de Malcolm Whitman et Dwight Davis, il remporte en 1900 l'édition inaugurale l'International Lawn Tennis Challenge, la future Coupe Davis, remportant son match de double. Il fait également partie de l'équipe qui s'impose lors de la deuxième édition en 1902 contre les Britanniques. Il est membre de l'équipe finaliste en 1905 et 1906.
Ancien étudiant de l'Université Harvard, il a occupé le poste de président de l'USTA de 1937 à 1947.

## Palmarès en Grand Chelem

### En simple
- US National Championships : vainqueur en 1904 ; finaliste en 1905

### En double
- Wimbledon : finaliste en 1901 avec Dwight Davis
- US National Championships : vainqueur en 1899, 1900 et 1901 avec Dwight Davis, 1904, 1905 et 1906 avec Beals Wright ; finaliste en 1898 et 1902